# 神明社古墳群
神明社古墳群（しんめいしゃこふんぐん）は愛知県長久手市にある複数の古墳の総称。

## 概要
熊張神明社の境内に位置する4基の円墳からなる。従来から1号墳・2号墳の存在は知られていたが、1981年（昭和56年）に行なわれた2号墳の発掘に伴う調査で3号・4号墳の存在が確認された。1号墳から3号墳までは道路沿いに並んでいるが、2号墳以外はそれと判別し難い。出土品から7世紀の築造と考えられている。

### 1号墳
墳径15.8メートルで、墳頂に約70センチの凹みがあり、盗掘口の痕跡と考えられている。遺物の検出例無し、未発掘。

### 2号墳
愛知県道6号力石名古屋線（グリーンロード：無料区間）の公園西インターチェンジ合流路の歩道に面した位置にあり、道路建設に伴って墳丘の南東側4分の1ほどが削られている。

#### 規模と構造
残存する墳丘は東西で約19メートル。墳高は地表から2.8メートル（石室床面から2.3メートル）。主軸を北北東に向けた横穴式石室を持つ。墳丘上に2か所、道路側に1ヶ所の盗掘口があった。
羨門および羨道の約半分が道路建設の際に削られているため、これらの詳細な形状などは不明。
石室は奥行きが5.4メートル。胴張形で最大幅は1.96メートルだが奥壁幅は1.66メートル、入口付近では幅1.40メートルとなっている。側壁は大きさの違う割石を小口積みしており、残存高は東側で32～86センチ、西側で50～120センチ。また、奥壁は幅85センチ、高さ1.25メートル、厚さ40センチの一枚岩で、床面には奥壁から2メートルまで玉砂利が敷かれていた。県道6号を豊田市方面へ向かうと、愛・地球博記念公園にある観覧車と道を挟んだ反対側の合流路に石室が開口しているのを見ることが出来る。

#### 出土品
出土品の一部は古戦場公園内の長久手市郷土資料室で展示されている。
- 須恵器
  - 細頸瓶
  - 台付鉢
  - 高坏
  - 長頸瓶
- 土師器片
- 金環
- 山茶碗（中世遺物）

### 3号墳
墳径約20メートル、墳高約2メートル。遺物の検出例無し、未発掘。

### 4号墳
神社本殿の北側に位置。昭和40年代の本殿改築の際に大半が削平されたと見られる。残存径約8メートル、残存高約0.5メートル。遺物の検出例無し、未発掘。